# Lista odcinków Transformers: Prime
Lista odcinków Transformers: Prime
Poniżej znajduje się lista odcinków serialu Transformers: Prime, który jest emitowany w Polsce przez stację Cartoon Network.

## Miniseria
|           | Angielski tytuł | Premiera w Polsce |  |
| --------- | --- | ----------------- |  |
|           | |                   |  |
| Odcinek 1 | „Darkness Rising, part 1” | 5 grudnia 2011    |  |
| Odcinek 1 | W Jasper w stanie Nevada, Cliffjumper zostaje zabity przez Starscreama, de facto lidera Decepticonów. Podczas ucieczki przed Decepticonami, Arcee, Bulkhead i Bumblebee wciągają w tę walkę dwóch ludzi, Jacka i Rafa, którzy uciekają. Zgodnie z rozkazem Optimusa, Autoboty zabierają ich oraz dziewczyną Miko do bazy Autobotów, gdzie Optimus wyjaśnia im, że zostali wciągnięci w wojnę z Decepticonami. Soundwave łapie sygnał z kosmosu i Starscream aktywuje Most Kosmiczny, pozwalając Megatronowi wrócić. |                   |  |
|           | |                   |  |
| Odcinek 2 | „Darkness Rising, part 2” | 6 grudnia 2011    |  |
| Odcinek 2 | Megatron powraca z trzech lat wygnania z tajemniczą substancją zwaną Mrocznym Energonem. Używa go na martwym ciele Cliffjumpera, w wyniku czego Autoboty wykrywają jego sygnał. Jadą do kopalni Energonu, gdzie go znajdują podczas walki, ale Arcee odkrywa, że został zamieniony w zombie. Starscream przybywa i wysadza bombą kopalnię. |                   |  |
|           | |                   |  |
| Odcinek 3 | „Rising Darkness, part 3” | 7 grudnia 2011    |  |
| Odcinek 3 | Po tym, jak Ratchet odkrywa, iż Cliffjumper został zarażony Mrocznym Energonem, mroczną wersją Energonu, który potrafi wskrzesić martwych, on i Optimus ruszają, by zbadać działalność Megatrona. Tymczasem Bumblebee i Arcee ruszają na patrol, pozostawiając Bulkheada z trójką dzieciaków. Wtedy Soundwave porywa Agenta Fowlera, specjalnego agenta-łącznika z Autobotami, za rozkazem Starscreama w celu znalezienia bazy Autobotów. Tymczasem Ratchet i Optimus spotykają Megatrona, który Mrocznym Energonem wskrzesza ciała martwych Transformerów. |                   |  |
|           | |                   |  |
| Odcinek 4 | „Darkness Rising, part 4” | 8 grudnia 2011    |  |
| Odcinek 4 | Bulkhead rusza na statek Decepticonów, by uratować Fowlera, lecz odkrywa, że Miko się z nim zabrała. Tymczasem Raf i Jack zostają schwytani przez Vehicony, lecz Bumblebee i Arcee przybywają im na pomoc. Podczas misji dzieciaki odkrywają plany Mostu Kosmicznego Decepticonów, a Optimus i Ratchet w końcu pokonują ożywionych zombie-Transformerów, lecz Megatron ucieka, wcześniej ostrzegając Optimusa o „gwoździu programu”. Arcee, Bumblebee i Bulkhead ratują Fowlera i wraz z Rafem, Jackiem i Miko wracają do bazy, lecz Jack wolałby żyć normalnym życiem i wraca do swego domu. Tymczasem Optimus i Ratchet przeglądają plany Mostu Kosmicznego Decepticonów i odkrywają, że „gwoździem programu” Megatrona było przywołanie ogromnej armii nieumarłych z jedynego miejsca, gdzie są ich setki: z Cybertronu.                                            |                   |  |
|           | |                   |  |
| Odcinek 5 | „Darkness Rising, part 5” | 9 grudnia 2011    |  |
| Odcinek 5 | Jack za namową Arcee powraca do Autobotów, a Optimus i reszta postanawiają ruszyć na orbitę i uniemożliwić transport Mrocznego Energonu. Wiedząc, że Decepticony użyją radioteleskopu Ziemi, by namierzyć Cybertron (ich własny został uszkodzony przez Bulkheada), Ratchet wysyła Rafa, Jacka i Miko do bazy w Teksasie, by zmienili kierunek satelity. Niestety, Soundwave odkrywa to i siekierą niszczy kabel, przez co namierza Cybertron, więc ostatecznie Autoboty postanawiają zniszczyć Most, pomimo iż są świadomi tego, że to jedyna droga na Cybertron. Megatron rzuca Mroczny Energon przez Most i przywołuje armię umarłych. Arcee odwraca bieg Energonu Mostu i Autoboty uciekają na Ziemię, a Most Kosmiczny ulega samo-destrukcji, wraz z Megatronem i ożywionymi zombie-Transformerami. Autoboty postanawiają zaakceptować Ziemię jako swój nowy dom. |                   |  |

## Seria pierwsza
|            | Angielski tytuł | Premiera w Polsce |  |
| ---------- | --- | ----------------- |  |
|            | |                   |  |
| Odcinek 6  | „Masters and Students” | 12 grudnia 2011   |  |
| Odcinek 6  | Starscream ogłasza się nowym liderem Decepticonów, lecz zauważa, że Vehicony nie traktują go tak jak Megatrona. Postanawia więc obudzić Energonem jednego z decepticońskich żołnierzy, Skyquake’a. Optimus i Bumblebee ruszają na spotkanie z Decepticonami, podczas gdy Ratchet pomaga dzieciakom w ich projektach naukowych. Podczas gdy Optimus i Bumblebee walczą z Skyquakem, Soundwave namierza sygnał Decepticona w miejscu zniszczenia Mostu Kosmicznego. Starscream postanawia zbadać i odkrywa, że to Megatron, który przeżył dzięku Mrocznego Energonowi. Starscream wyrywa go z komory Megatrona, lecz spotyka Laserbeaka i postanawia przenieść Megatrona na statek. Tymczasem Bumblebee rozrywa systemy Skyquake’a, doprowadzając go do zniszczenia. Dzieciaki wracają do bazy, po dość „wybuchowej” recenzji ich „projektów”. |                   |  |
|            | |                   |  |
| Odcinek 7  | „Scrapheap” | 13 grudnia 2011   |  |
| Odcinek 7  | Bumblebee i Bulkhead przywożą tajemniczą kulę z Artyki. Arcee i Optimus ruszają, by zbadać pochodzenie znaleziska, lecz po ich przejściu Most Ziemny zostaje uszkodzony. Dzieciaki i Autoboty odkrywają, że kula zawierała Scraplety, niebezpieczne szkodniki Cybertronu, które lubią jeść metal, a zwłaszcza żywy metal. Ratchet naprawia Most, lecz zauważa, że jest przeciek w linii zasilania Energonu. Jack, Miko i Raf naprawiają to i Most Ziemny się aktywuje. Bulkhead, służąc jako przynęta, wyciąga wszystkie szkodniki na Artykę, gdzie zamrażają się na dobre, a Arcee i Optimus wracają do bazy. |                   |  |
|            | |                   |  |
| Odcinek 8  | „Con Job” | 14 grudnia 2011   |  |
| Odcinek 8  | Autoboty otrzymują sygnał od przyjaciela Bulkheada, Wheeljacka. Starscream również o tym dowiaduje i rozkazuje Makeshiftowi podszyć się pod niego. Arcee, Bumblebee i Bulkhead docierają na miejsce lądowania i zapraszają do siebie Wheeljacka/Makeshifta, podczas gdy prawdziwy Wheeljack jest przetrzymywany przez Starscreama na pokładzie statku Decepticonów, „Nemesis”. Po dłuższym czasie Bulkhead odkrywa podstęp, więc Makeshift używa Miko jako zakładnika. Tymczasem Wheeljack uwalnia się i Mostem Ziemnym Autobotów dociera do ich bazy i pokonuje Makeshifta. Decepticon zostaje wysłany do Starscreama, lecz w chwili ujawnienia informacji o lokalizacji bazy Autobotów ładunek wybuchowy przyczepiony do niego eksploduje, niszcząc Makeshifta. Później Wheeljack postanawia odlecieć z Ziemi w poszukiwaniu Autobotów. |                   |  |
|            | |                   |  |
| Odcinek 9  | „Convoy” | 15 grudnia 2011   |  |
| Odcinek 9  | Agent Fowler prosi o przetransportowanie Dynamiczno-Nuklearno-Generacyjnego Systemu (czyli „Dyngusa”) do miejsca przeznaczenia, więc Optimus i reszta postanawiają wypełnić rozkaz. Podczas podróży zostają zaatakowani przez grupę tajemniczych ludzi, którzy chcą skraść System. Fowler, pytając się kim są, otrzymuje odpowiedź, że zostali zaatakowani przez grupę M.E.C.H., zespół ludzi-terrorystów pod dowództwem Silasa. Podczas przejazdu przez tunel, Autoboty przenoszą Dyngusa do pociągu towarowego, ale po wyjściu z tunelu zostają zaatakowani przez Vehicony Starscreama. Silas korzysta z tego i goni pociąg, a Autoboty walczą z Decepticonami. Ratchet wysyła Miko i Jacka do wagonu, a MECH ląduje na dachu. Optimus próbuje ich dogonić, lecz Silas rozkazuje odwrót i przed odlotem wysadza tory, lecz na szczęście Prime zatrzymuje pociąg przed katastrofą. |                   |  |
|            | |                   |  |
| Odcinek 10 | „Deus Ex Machina” | 16 grudnia 2011   |  |
| Odcinek 10 | Miko ucieka z lekcji dzięki Bulkheadowi, który nie jest z tego powodu zadowolony. Dowiedziawszy się o Energonie w starożytnej Grecji, on i Miko docierają tam, gdzie oprócz Energonu znajdują rysunek Żniwiarza Energonu – potężnego urządzenia, które jest w stanie wyrwać cały Energon z każdego źródła, nawet z ciał Transformerów. Pojawia się nowy Decepticon, Breakdown i niszczy obraz, zanim ucieka. Na szczęście Miko zrobiła zdjęcie Żniwiarza, dowiaduje się, iż jest w muzeum. Nie mogąc liczyć na pomoc Fowlera, muszą skonfiskować urządzenie, więc nocą wysyłają dzieciaki do muzeum. Niestety, Breakdown i jego kolega, Knock Out pojawiają się i kradną Żniwiarza, a Miko zostaje złapana przez Kustosza. Bulkhead wraca do Grecji, gdzie pokonuje Starscreama i niszczy Żniwiarza. Tymczasem Agent Fowler wyprowadza Miko z muzeum, a replika Żniwiarza zostaje podsunięta na miejsce skradzionego. |                   |  |
|            | |                   |  |
| Odcinek 11 | „Speed Metal” | 19 grudnia 2011   |  |
| Odcinek 11 | Chcąc okazać się lepszym od Vince’a i chcąc zaimponować Sierrze, Jack przekonuje Bumblebee do wzięcia udziału w nielegalnych wyścigach. Sprawy się komplikują, kiedy Knock-Out również wchodzi do gry, kiedy omyłkowo bierze Vince’a za partnera Bumblebee. |                   |  |
|            | |                   |  |
| Odcinek 12 | „Predatory” | 20 grudnia 2011   |  |
| Odcinek 12 | Podczas misji zwiadowczej, Arcee i Jack znajdują rozbity statek Transforerów. Arcee odkrywa, że ten statek należy do niebezpiecznej Decepticonki, Airachnid, która jest odpowiedzialna za śmierć pierwszego partnera Arcee, Tailgate’a. |                   |  |
|            | |                   |  |
| Odcinek 13 | „Sick Mind” | 21 grudnia 2011   |  |
| Odcinek 13 | Podczas badania rozbitego statku Transformerów, Optimus Prime zostaje zarażony przez Cyboniczną Zarazę, która może go zabić. Arcee i Bumblebee przedostają się na Nemesis, gdzie odkrywają martwe ciało Megatrona. Używając Łącza Psycho-Korowego, Bumblebee dociera do umysły Megatrona, który pokazuje mu formułę, choć był nieświadomy, iż każdy obraz był monitorowany przez Ratcheta. Tymczasem Starscream i Knock-Out w towarzystwie Soundwave’a wchodzą do komory Megatrona, gdzie podczas analitycznej opinii Knock-Outa (w sprawie „śmierci” Megatrona) zauważają Łącze. Arcee szybko je odłącza i w porę z Bumblebee uciekają przez Most Ziemny, jednocześnie uszkadzając Megatrona. Knock-Out zauważa, że ciało Megatrona jest puste, podczas gdy Optimus zostaje wyleczony. Wszystkie Autoboty i dzieciaki się cieszą, lecz nie mają pojęcia, że Megatron, a raczej jego umysł, jest we wnętrzu Bumblebee. |                   |  |
|            | |                   |  |
| Odcinek 14 | „Out of His Head” | 22 grudnia 2011   |  |
| Odcinek 14 | Po wydarzeniach z poprzedniego odcinka, Bumblebee dziwnie się zachowuje i miewa wizje Megatrona oraz Mostu Kosmicznego. Tymczasem Decepticony kradną soczewki teleskopu z obserwatorium w celu roztopienia lodu Artyki, gdzie są ogromne złoża Energonu. Arcee, Optimus i Bulkhead ruszają im przeszkodzić, a umysł Megatrona ostatecznie przejmuje kontrolę nad Bumblebee, po czym udaje się na miejsce ostatniej bitwy (gdzie Optimus i Ratchet walczyli po raz pierwszy z zombie-Transformerami), skąd odzyskuje Mroczny Energon. Ratchet zbyt późno odkrywa, że Łącze Psycho-Korowe ściągnęło też umysł Megatrona do Bumblebee. On i Raf teleportują się na Nemesis, gdzie są świadkami wskrzeszenia Megatrona. Lider Decepticonów łapie Starscreama i srogo go karze za zdradę, a tymczasem Autoboty wracają do bazy. |                   |  |
|            | |                   |  |
| Odcinek 15 | „Shadowzone” | 23 grudnia 2011   |  |
| Odcinek 15 | Starscream, wykończony przez Megatrona, postanawia odwrócić role poprzez wskrzeszenie Skyquake’a Mrocznym Energonem (oryginalną drzazgą, którą wyjął z ciała Megatrona w 6 odcinku). Autoboty również docierają do miejsca grobowca Decepticona, lecz zauważają, że dzieciaki również zabrały się z nimi. Wywiązuje się walka, podczas której Starscream traci prawą rękę. Obie frakcje używają Mostów, w wyniku czego dochodzi do wybuchu dwóch portali. Eksplozja przenosi nie tylko Rafa, Jacka i Miko do alternatywnego wymiaru, zwanego Strefą Cienia, ale i ożywionego Mrocznym Energonem Skyquake’a-zombie. Miko wysyła telefonem Jacka wiadomość SMS do bazy Autobotów, gdzie przypadkowo upadł jej telefon. Znajdują też zniszczoną rękę Starscreama. Wystrzeliwują pocisk, który pozbawia zombie-Transformera prawej ręki, która ożywa. Tymczasem Starscream wyczuwa obecność Mrocznego Energonu i przybywa na miejsce wybuchu, gdzie otwiera się Most Ziemny. Dzieciaki wydostają się ze Strefy Cienia i dzięki Autobotom wracają do bazy, podczas gdy Starscream walczy z ożywioną ręką Skyquake’a i prosi o Most do statku, a zaś Skyquake błądzi po alternatywnym wymiarze. |                   |  |
|            | |                   |  |
| Odcinek 16 | „Operation: Breakdown” | 26 grudnia 2011   |  |
| Odcinek 16 | Breakdown i Bulkhead walczą w opuszczonym mieście na Półwyspie Kamczackim. Decepticon zamierza zadać ostateczny cios, lecz zostaje obezwładniony przez MECH, który go zabiera do bazy. Bulkhead wraca do bazy Autobotów, gdzie dowiadują się o działalności Silasa. Autoboty nie są przejęci Breakdownem (zwłaszcza Bulkhead), lecz Optimus nakazuje uratować go, gdyż Cybertrońska technologia nie może wpaść w ręce MECH-u. Wszystkie Autoboty, z wyjątkiem Bulkheada, ruszają na ratunek. Próbuje jakoś rozweselić Miko filmem grozy, lecz potem dowiaduje się od niej, że jest w złym humorze, iż Bulkhead nie ruszył po Decepticona. Potem Bulkhead dowiaduje się też, że jeśli go nie uratuje, nie będzie miał okazji się zrewanżować. Autobot używa Mostu i ratuje Breakdowna. MECH się wycofuje, kiedy przybywa Starscream. Tymczasem w nowej bazie, MECH zyskuje dosyć informacji, by rozpocząć Projekt „Chimera”. |                   |  |
|            | |                   |  |
| Odcinek 17 | „Crisscross” | 27 grudnia 2011   |  |
| Odcinek 17 | |                   |  |
|            | |                   |  |
| Odcinek 18 | „Metal Attraction” | 28 grudnia 2011   |  |
| Odcinek 18 | |                   |  |
|            | |                   |  |
| Odcinek 19 | „Rock Bottom” | 29 grudnia 2011   |  |
| Odcinek 19 | |                   |  |
|            | |                   |  |
| Odcinek 20 | „Partners” | 30 grudnia 2011   |  |
| Odcinek 20 | |                   |  |
|            | |                   |  |
| Odcinek 21 | „T.M.I.” | 2 stycznia 2012   |  |
| Odcinek 21 | Autoboty po raz kolejny walczą z Breakdownem i Knock-Outem, tym razem o Cybetroński Nośnik Danych, który może przechowywać ważne informacje. Miko przedostaje się na pole bitwy i w trakcie próby przesunięcia Nośnika do Mostu, przypadkowo go aktywuje. Breakdown powala Bulkheada, a strumień Nośnika zostaje wystrzelony do jego mózgu. Podczas pobytu w bazie, Bulkhead zaczyna malować skomplikowane równanie Cybertronu. Autoboty odkrywają, że to wzór na Syntetyczny Energon, uniwersalne paliwo wszystkich Transformerów, a ponadto dowiadują się, że Nośnik został aktywowany z powodu obecności człowieka, czyli Miko. Po krótkim czasie Ratchet zauważa, że dane z Nośnika powoli usuwają dawne dane Bulkheada, a co gorsza – z chwilą ukończenia wzoru, umysł Bulkheada zostanie wyczyszczony. Miko zabiera Bulkheada na tor MonsterTruck w celu przywrócenia wspomnień, a Autoboty podejmują nieudaną próbę umowy z Megatronem. Podczas walki z Decepticonami, Miko ponownie uderza Bulkheada w głowę, w wyniku czego dane ulatują w kosmos. W bazie, Miko próbuje obudzić swego Autobota dźwiękiem elektrycznej gitary, co działa i dawny Bulkhead powraca do życia.      |                   |  |
|            | |                   |  |
| Odcinek 22 | „Stronger, Faster” | 3 stycznia 2012   |  |
| Odcinek 22 | Ratchetowi udaje się w końcu stworzyć Syntetyczny Energon, mimo niedokończonego wzoru. Używa go na sobie, w wyniku czego rośnie jego siła i szybkość, dzięki czemu sam eliminuje tuzin Decepticonów. Jednak Autoboty odkrywają, że „Synt. Energon” powoli staje się nałogiem, przez co Ratchet staje się berserkerem i rusza do kopalni Energonu Decepticonów, by wyzwać Megatrona. Niestety, medyk przegrywa, lecz mimo wyczerpania zasobów swej energii, udaje mu się rozbić ostatnią próbkę Syntetycznego Energonu. Autoboty dziękują Ratchetowi, że pomimo gwałtownego charakteru, zaprowadził ich do sporych zapasów normalnego Energonu. |                   |  |
|            | |                   |  |
| Odcinek 23 | „One Shall Fall” | 4 stycznia 2012   |  |
| Odcinek 23 | Autoboty dowiadują się o „Rosnącej Ciemności”, która ma nastać podczas ustawienia 47 planet. Autoboty ruszają walczyć z Decepticonami, którzy kradną części do Mostu Kosmicznego. Tymczasem Megatron strzela w Bumblebee Mrocznym Energonem, przez co rani też Rafa. Arcee i Ratchet wracają z nim do bazy, a Optimus i Bulkhead przedostaja się na Nemesis, i odzyskują główny silnik. Tam Optimus karze Bulkheadowi wracać do bazy, a sam zdaje sobie sprawę, że Autoboty i Decepticony nigdy nie będą żyć w zgodzie i widzi tylko jedno rozwiązanie zakończenia wojny: zniszczenie Megatrona. Tymczasem Bumblebee używa swego Energonu jako antidotum na Mroczny Energon i dzięki Ratchetowi i June, Raf powraca do zdrowia. Optimus i Megatron walczą zaciekle, lecz kiedy Prime che zadać ostateczny cios, Megatron łapie jego miecz i niszczy go dzięki przypływowi mocy Mrocznego Energonu. Właśnie ma zamiar zadać ostateczny cios, przed którym Optimus zauważa, że Mroczny Energon wypływa z wnętrza Ziemi. |                   |  |
|            | |                   |  |
| Odcinek 24 | „One Shall Rise, part 1” | 5 stycznia 2012   |  |
| Odcinek 24 | Megatron ma zamiar zadać decydujący cios, jednak zostaje powstrzymany przez Autoboty, które zabierają Optimusa do bazy. June postanawia zabrać Rafa do szpitala, lecz podczas jazdy zostają unieruchomieni przez groźne warunki pogodowe. Na szczęście Bumblebee ich ratuje przed tornadem i zabiera do bazy. Tam wszyscy dowiadują się o Unicronie – pradawnej istocie zniszczenia, która walczyła z istotą stworzenia Primusem. W celu pokonania Unicrona, Primus stworzył Trzynastkę Prime’ów, którzy wygnali Unicrona z Cybertronu, a zaś Unicron został uśpiony przez miliony lat, po czasie potem stał się Ziemią. Optimus postanawia sam zmierzyć się z Unicronem, który przeciwko niemu wystawia hordę swoich „avatarów” – kamiennych istot przypominających Unicrona. |                   |  |
|            | |                   |  |
| Odcinek 25 | „One Shall Rise, part 2” | 6 stycznia 2012   |  |
| Odcinek 25 | Optimus walczy z kamiennymi Unicronami i wtedy na pomoc przybywają Autoboty, lecz nawet i tak nie są w stanie pokonać większych od siebie wrogów. Nagle potężny ostrzał niszczy głowę kamiennego Unicrona i powoduje jego zawalenie. Wtedy Autoboty odkrywają źródło – Megatrona! Przywódca Decepticonów proponuje sojusz z Autobotami, gdyż wiedział, że jeśli Unicron zniszczy Ziemię, on zostanie panem na zgliszczach. Autoboty nie mają wyboru i prowadzą Megatrona do swojej bazy, gdyż tylko z niej mogą dostać się Mostem do „rdzenia” Ziemi/Unicrona. Przed opuszczeniem bazy, Optimus daje Jackowi klucz do zarządzania Mostem Ziemnym. Wkrótce potem Optimus, Megatron, Arcee, Bulkhead i Bumblebee znajdują się we wnętrzu Unicrona, świadomi tego że są obserwowani. |                   |  |
|            | |                   |  |
| Odcinek 26 | „One Shall Rise, part 3” | 9 stycznia 2012   |  |
| Odcinek 26 | Podczas podróży do Iskry Unicrona, Autoboty i Megatron zostają zaatakowani przez drony Unicrona. Tymczasem Ratchet zauważa klucz Optimusa trzymany przez Jacka i ujawnia, iż to Klucz do Vectora Sigmy. Oprócz tego mówi pozostałym o historii Optimusa i Megatrona. W rdzeniu Unicrona Autoboty docierają do komory Iskry, lecz Megatron zostaje przejęty przez umysł Unicrona. Optimus Prime używa Matrycy Przywództwa i wysyła energię do Iskry Unicrona, gasząc ją, a jednocześnie zapobiegając katastrofom sił natury. Megatron zamierza dobić Optimusa, lecz wtedy Autobot zwraca się do niego „Megatronusie”. Kiedy przybywają inni, Optimus i Megatron przechodzą przez Most Ziemny Decepticonów. Po powrocie do bazy, Ratchet odkrywa, że oprócz „Mądrości Prime’ów”, Optimus stracił też wspomnienia. Tymczasem Megatron zostaje powitany przez Decepticony i oznajmia, że Optimus Prime jest już „jednym z nich” jako Orion Pax. |                   |  |

## Seria druga
|            | Angielski tytuł | Premiera w Polsce    |  |
| ---------- | --- | -------------------- |  |
|            | |                      |  |
| Odcinek 27 | „Orion Pax, part 1” | 15 października 2012 |  |
| Odcinek 27 | Po wydarzeniach związanych z Unicronem, Optimus Prime powrócił do swojej poprzedniej tożsamości jako archiwista Orion Pax. Megatron postanawia na tym zyskać i wmawia Orionowi że Ratchet, lider złych Autobotów, zniszczył Cybertron, i daje Orionowi zadanie deszyfrowania bazy danych Iaconu. Tymczasem w bazie Autobotów Ratchet mówi, że mogą przywrócić Optimusa do świadomości poprzez użycie Klucza do Vectora Sigmy, komputera, który jest na Cybertronie. |                      |  |
|            | |                      |  |
| Odcinek 28 | „Orion Pax, part 2” | 16 października 2012 |  |
| Odcinek 28 | Przytłoczony nagłą obecnością Starscreama i zmartwieniem, iż Megatron nie mówi mu prawdy o nim, Orion Pax postanawia przerwać deszyfrację Iacońskiej bazy danych i zaczyna badania nad "Optimusem Prime". Tymczasem Ratchet otrzymuje wiadomość od rannego Starscreama, który chce się podzielić z informacjami o Optimusie, w zamian za naprawę. Dowiadując się o moście kosmicznym wybudowanym w kopalni Energonu, Ratchet, Bumblebee i Bulkhead zdejmują straż i przejmują most. Orion w końcu odkrywa, iż on sam jest Optimusem Prime. Tymczasem Arcee i Jack wędrują do Kaonu, nieświadomi tego, iż ich trop śledzi Insecticon. |                      |  |
|            | |                      |  |
| Odcinek 29 | „Orion Pax, part 3” | 17 października 2012 |  |
| Odcinek 29 | Dzięki pomocy zranionego Starscreama autobotom udaje się zdobyć most kosmiczny i naładować matrycę dowodzenia wiedzą Primów. |                      |  |
|            | |                      |  |
| Odcinek 30 | „Operation: Bumblebee, part 1” | 18 października 2012 |  |
| Odcinek 30 | Wyrzucony przez Megatrona Starscream postanawia współpracować z organizacją MECH. Postanawiają ukraść Bumblebee jego modulator pozwalający zmieniać się w pojazd. |                      |  |
|            | |                      |  |
| Odcinek 31 | „Operation: Bumblebee, part 2” | 19 października 2012 |  |
| Odcinek 31 | |                      |  |
|            | |                      |  |
| Odcinek 32 | „Loose Cannons” | 22 października 2012 |  |
| Odcinek 32 | |                      |  |
|            | |                      |  |
| Odcinek 33 | „Crossfire” | 23 października 2012 |  |
| Odcinek 33 | |                      |  |
|            | |                      |  |
| Odcinek 34 | „Nemesis Prime” | 24 października 2012 |  |
| Odcinek 34 | |                      |  |
|            | |                      |  |
| Odcinek 35 | „Grill” | 25 października 2012 |  |
| Odcinek 35 | |                      |  |
|            | |                      |  |
| Odcinek 36 | „Armada” | 26 października 2012 |  |
| Odcinek 36 | Starscream przetłacza swoje DNA do protoform bojowych, dzięki czemu planuje zrobić zamach na Megatrona. |                      |  |
|            | |                      |  |
| Odcinek 37 | „Flying Mind” | 29 października 2012 |  |
| Odcinek 37 | |                      |  |
|            | |                      |  |
| Odcinek 38 | „Tunnel Vision” | 30 października 2012 |  |
| Odcinek 38 | |                      |  |
|            | |                      |  |
| Odcinek 39 | „Triangular” | 31 października 2012 |  |
| Odcinek 39 | Megatron rozdziela armię by zdobyć bronie Omegi, zauważa to Starscream. Zostaje on złapany przez brata Skyquake'a wykorzystuje fakt kłótni Optimusa z bratem Skyquake'a wkładając niezniszczalną zbroję, przez co Optimus i brat Skyquake'a muszą współpracować by nie zabił ich Starscream. |                      |  |
|            | |                      |  |
| Odcinek 40 | „Triage” | 11 lutego 2013       |  |
| Odcinek 40 | |                      |  |
|            | |                      |  |
| Odcinek 41 | „Toxicity” | 12 lutego 2013       |  |
| Odcinek 41 | |                      |  |
|            | |                      |  |
| Odcinek 42 | „Hurt” | 13 lutego 2013       |  |
| Odcinek 42 | |                      |  |
|            | |                      |  |
| Odcinek 43 | „Out of the Past” | 14 lutego 2013       |  |
| Odcinek 43 | |                      |  |
|            | |                      |  |
| Odcinek 44 | „New Recruit” | 15 lutego 2013       |  |
| Odcinek 44 | |                      |  |
|            | |                      |  |
| Odcinek 45 | „The Human Factor” | 18 lutego 2013       |  |
| Odcinek 45 | |                      |  |
|            | |                      |  |
| Odcinek 46 | „Legacy” | 19 lutego 2013       |  |
| Odcinek 46 | |                      |  |
|            | |                      |  |
| Odcinek 47 | „Alpha; Omega” | 20 lutego 2013       |  |
| Odcinek 47 | |                      |  |
|            | |                      |  |
| Odcinek 48 | „Hard Knocks” | 21 lutego 2013       |  |
| Odcinek 48 | |                      |  |
|            | |                      |  |
| Odcinek 49 | „Inside Job” | 22 lutego 2013       |  |
| Odcinek 49 | |                      |  |
|            | |                      |  |
| Odcinek 50 | „Patch” | 25 lutego 2013       |  |
| Odcinek 50 | Megatron wchodzi do umysłu Starscreama by dowiedzieć się czy nie planuje podstępu w związku z kluczami Omegi, które przyniósł. Przy okazji wstydliwe sekrety wychodzą na jaw. |                      |  |
|            | |                      |  |
| Odcinek 51 | „Regeneration” | 26 lutego 2013       |  |
| Odcinek 51 | |                      |  |
|            | |                      |  |
| Odcinek 52 | „Darkest Hour” | 27 lutego 2013       |  |
| Odcinek 52 | |                      |  |

## Seria trzecia: Beast Hunters
|            | Angielski tytuł    | Premiera w Polsce |  |
| ---------- | ------------------ | ----------------- |  |
|            |                    |                   |  |
| Odcinek 53 | „Darkmount, NV”    | 2 września 2013   |  |
| Odcinek 53 |                    |                   |  |
|            |                    |                   |  |
| Odcinek 54 | „Scattered”        | 2 września 2013   |  |
| Odcinek 54 |                    |                   |  |
|            |                    |                   |  |
| Odcinek 55 | „Prey”             | 4 września 2013   |  |
| Odcinek 55 |                    |                   |  |
|            |                    |                   |  |
| Odcinek 56 | „Rebellion”        | 5 września 2013   |  |
| Odcinek 56 |                    |                   |  |
|            |                    |                   |  |
| Odcinek 57 | „Project Predacon” | 6 września 2013   |  |
| Odcinek 57 |                    |                   |  |
|            |                    |                   |  |
| Odcinek 58 | „Chain of Command” | 9 września 2013   |  |
| Odcinek 58 |                    |                   |  |
|            |                    |                   |  |
| Odcinek 59 | „Plus One”         | 10 września 2013  |  |
| Odcinek 59 |                    |                   |  |
|            |                    |                   |  |
| Odcinek 60 | „Thirst”           | 11 września 2013  |  |
| Odcinek 60 |                    |                   |  |
|            |                    |                   |  |
| Odcinek 61 | „Evolution”        | 12 września 2013  |  |
| Odcinek 61 |                    |                   |  |
|            |                    |                   |  |
| Odcinek 62 | „Minus One”        | 13 września 2013  |  |
| Odcinek 62 |                    |                   |  |
|            |                    |                   |  |
| Odcinek 63 | „Persuasion”       | 16 września 2013  |  |
| Odcinek 63 |                    |                   |  |
|            |                    |                   |  |
| Odcinek 64 | „Synthesis”        | 17 września 2013  |  |
| Odcinek 64 |                    |                   |  |
|            |                    |                   |  |
| Odcinek 65 | „Deadlock”         | 18 września 2013  |  |
| Odcinek 65 |                    |                   |  |